# バラエティーショップ・マッド

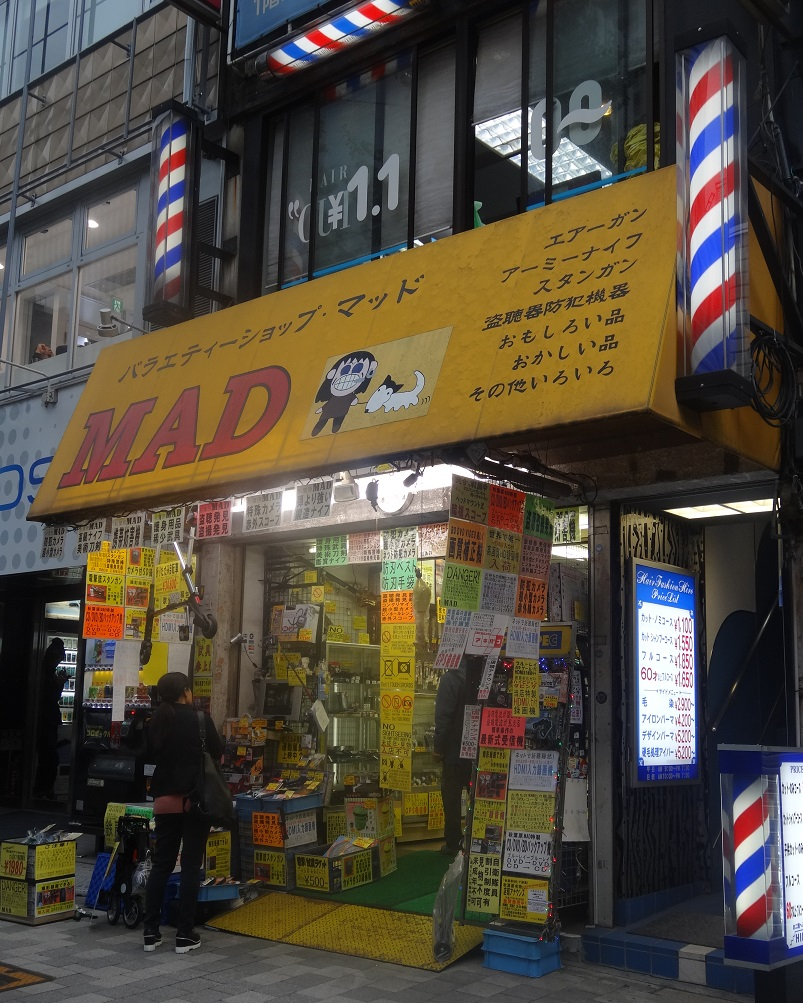
店舗外観

バラエティーショップ・マッド（MAD）は、東京・秋葉原に店舗を構える防犯装備や盗聴・盗撮機器等の特殊電気機器を扱っていたバラエティーショップである。秋葉原マッド、あるいは単にマッドなどとも呼ばれる。公式ウェブサイトでは「秋葉原MAD」と表記している。

## 概要
秋葉原に店を構えて30年以上、現在地に移転してから10年以上の営業実績がある。「他店に無い商品」を売りにしており、高性能暗視カメラ、デジタルレコーダー、スタンガン、特殊警棒、防犯スプレー、防犯ブザーなどの防犯用品のほか、各種カメラつき録画機など盗聴・盗撮機器およびそれらの発見器も同時に扱っていた。
「店長が嫉妬する」という理由で友達連れ、カップル、観光見物の客の入店を禁止していたが、そういった客が実際に入店したところで退店を促されるような事はあまりなかったという。
このほか、軽妙な口調で政治風刺や時事問題等を繰り広げながら次々と商品を紹介していく店頭アナウンスが特徴で、ニュースサイト等で取り上げられるなど「秋葉原の名物」となっていた。このアナウンスが録音されたCDは店内で数量限定で販売されていた。このアナウンスは元々販売の予定はなかったが、アナウンスを録音している客の姿を見た店主が販売を決定した経緯がある。
2018年2月下旬に閉店した。閉店の理由については明言されていないが、店内放送等からはマナーの悪い外国人客が増えた事が遠因であると仄めかされている。